# Coenagrion antiquum
Coenagrion antiquum là một loài chuồn chuồn kim trong họ Coenagrionidae.
Coenagrion antiquum được miêu tả khoa học năm 1955 bởi Belyshev.